# Nobilinus auriferus
Nobilinus auriferus is een insect uit de familie van de gaasvliegen (Chrysopidae), die tot de orde netvleugeligen (Neuroptera) behoort. 
Nobilinus auriferus is voor het eerst wetenschappelijk beschreven door Walker in 1853.